# Demokratiske Republik Congo ved sommer-OL 2016
Demokratiske Republik Congo deltog ved sommer-OL 2016 i Rio de Janeiro, Brasilien, fra 5. august til 21. august. Dette var nationens tiende deltagelse ved sommer-OL siden sin debut i 1968, selv om landet tidligere har konkurreret fire gange under navnet Zaïre.